# Ahuacuotzingo
Ahuacuotzingo es una localidad del estado mexicano de Guerrero, cabecera del municipio de Ahuacuotzingo.

## Toponimia
El nombre Ahuacuotzingo proviene del náhuatl y se interpreta como en el "encino amarillo" o "en el pequeño encinar". El Gran Diccionario Náhuatl interpreta la palabra ahua como «encino», y la palabra coztic como «amarillo».

## Geografía
La localidad está ubicada en la posición 17°42′51″N 98°56′06″O / 17.71417, -98.93500, a una altitud de 1477 m s. n. m.
Según la clasificación climática de Köppen, el clima corresponde al tipo Aw - Tropical seco.

## Demografía
Cuenta con 4072 habitantes lo que representa un incremento promedio de 1.5% anual en el período 2010-2020 sobre la base de los 3517 habitantes registrados en el censo anterior. Ocupa una superficie de 1.020 km², lo que determina al año 2020 una densidad de 3994 hab/km².
| Gráfica de evolución demográfica de Ahuacuotzingo entre 2000 y 2020 |
|                                                                     |
| Fuente: Instituto Nacional de Estadística Geografía e Informática   |

En el año 2010 estaba clasificada como una localidad de grado alto de vulnerabilidad social.
La población de Ahuacuotzingo está mayoritariamente alfabetizada (10.24% de personas analfabetas al año 2020) con un grado de escolarización en torno de los 7 años. El 9.60% de la población es indígena.

## Sitios de interés
Por su valor arquitectónico, se conserva la Parroquia de San Antonio Abad.